# تحول تلفزيوني رقمي

خريطة العالم للتقدم المحرز في التحول التلفزيوني الرقمي:
اكتملت عملية النقل؛ تم إنهاء جميع الإشارات التماثلية
اكتملت عملية الانتقال جزئيًا؛ تم إنهاء بعض الإشارات التماثلية
الانتقال قيد التقدم؛ بث كل من الإشارات التماثلية والرقمية
لم يتم التخطيط لعملية التحول أو البدء بها، أو أنها في مراحلها المبكرة
لم يتم التخطيط للتبديل، ولا يتوفر البث التماثلي والرقمي والمعلومات

التحول التلفزيوني الرقمي (بالإنجليزية: Digital television transition)‏، ويدعى أيضًا النقلة الرقمية، أو التحول من النظام التماثلي، أو الانتقال الرقمي، أو تعطيل النظام التماثلي، لوصف عملية التحول من تقنية البث التلفزيوني التماثلي القديمة إلى التلفزيون الرقمي واستبدالها بها. تجريها فرادى البلدان وفقًا لجداول زمنية مختلفة، ويتضمن ذلك في المقام الأول تحويل البنية التحتية للبث التلفزيوني التماثلي الأرضي إلى أرضية رقمية، وهي ميزة رئيسية تتمثل في الترددات الإضافية على الطيف الراديوي وانخفاض تكاليف البث، فضلًا عن تحسين جودة المشاهدة للمستهلكين.
قد يشتمل التحول أيضًا على التحول من الكبل التماثلي إلى كبل رقمي أو الآي بي تي في، والتحول أيضًا من التلفزيون التماثلي إلى تلفزيون رقمي عبر الأقمار الصناعية. بدأ التحول من البث الأرضي في بعض البلدان في حوالي عام 2000، وعلى النقيض من ذلك، كان التحول إلى أنظمة التلفزيون عبر الأقمار الصناعية على قدم وساق أو اكتمل في العديد من البلدان بحلول هذا الوقت.
يعدّ عملية متداخلة، لأن أجهزة استقبال التلفزيون التماثلية الحالية التي يملكها المشاهدون لا يمكنها استقبال البث الرقمي، إذ يتوجب على المشاهدين شراء أجهزة تلفزيون رقمية جديدة، أو صناديق تحويل رقمية تحتوي على موالف رقمي وتغيير الإشارة الرقمية إلى إشارة تماثلية أو شكل آخر من الإشارات الرقمية (مثل الواجهة متعددة الوسائط عالية الوضوح) التي يمكن استقبالها على التلفزيون القديم. تُشغل خدمة بث متزامن أثناء عملية التحول عادةً، إذ توفر البث للمشاهدين في كل من الأنظمة التماثلية والرقمية في نفس الوقت. يُتوقع- نظرًا لشيوع الأنظمة الرقمية- إزالة الخدمات التماثلية الحالية، وقد حدث ذلك بالفعل في معظم الأماكن، حيث قدم المذيعون حوافز للمشاهدين لتشجيعهم على النقلة الرقمية.
يتضمن التدخل الحكومي عادةً توفير بعض التمويل للمذيعين، وفي بعض الحالات، مساعدات نقدية للمشاهدين، لتمكين التحول في موعد محدد. يمكن أن تتدخل الحكومات أيضًا فيما ينصح به المذيعون فيما يتعلق بخيارات المعيار الرقمي الذي يجب اعتماده، مثل دي في بي تي، أو إيه تي إس سي، أو آي إس دي بي تي، أو دي تي إم بي. يمكن للحكومات أيضًا أن تجعل جميع أجهزة الاستقبال المباعة في بلد ما تتطلب دعمًا «للموالف» الرقمي الضروري.
استُخدم نظام الألوان التلفزيوني (بال) وإن تي سي إس قبل التلفزيون الرقمي، لمعالجة الفيديو داخل محطات التلفزيون وللبث للمشاهدين، ولهذا السبب، قد تتضمن عملية التحول اعتماد معدات رقمية باستخدام واجهة رقمية تسلسلية (إس دي آي) على محطات التلفزيون، واستبدال مكون بال أو إن تي إس سي التماثلي أو معدات الفيديو المركبة.
تستخدم معايير البث الرقمي فقط لبث الفيديو للمشاهدين، إذ عادةً ما تستخدم محطات التلفزيون الرقمي الواجهة الرقمية التسلسلية بغض النظر عن معيار البث، على الرغم من إمكانية محطة ما تستخدم المعدات التماثلية تحويل إشارتها إلى رقمية قبل بثها، أو إمكانية استخدام المحطة معدات رقمية مع تحويل الإشارة إلى تماثلية لأغراض البث، أو إمكانية الخلط بين المعدات الرقمية والتماثلية على حد سواء. تتطلب إشارات التلفزيون الرقمي طاقة إرسال أقل لتُبث وتُستقبل بشكل مرضٍ.
تُنجز عملية التحول وفق جداول زمنية مختلفة في البلدان المختلفة، إذ تُنفذ في بعض البلدان على مراحل كما هو الحال في أستراليا أو اليونان أو الهند أو المكسيك، حيث يكون لكل منطقة تاريخ منفصل لإيقافها. تجري عملية التحول في بلدان أخرى على مستوى البلد بأكمله، مثل هولندا. أصبحت برلين في 3 أغسطس 2003، أول مدينة في العالم توقف تشغيل الإشارات التماثلية الأرضية. كانت لوكسمبورغ الدولة الأولى التي أكملت التحول من الأرضي في 1 سبتمبر 2006.

## الخلفية والجدول الزمني

### اتفاقية جنيف 2006
وقع مندوبون من العديد من البلدان بما في ذلك معظم أوروبا وأفريقيا وآسيا على اتفاقية المؤتمر الإقليمي للاتصالات الراديوية (أر أر سي-06) في جنيف. حددت الاتفاقية 17 يونيو 2015 كتاريخ يمكن للدول بعده استخدام الترددات المخصصة حاليًا للإرسال التلفزيوني التماثلي للخدمات الرقمية (دي في بي تي على وجه التحديد)، دون الحاجة إلى حماية الخدمات التماثلية للبلدان المجاورة من التداخل. نُظر إلى هذا التاريخ عمومًا على أنه تاريخ إيقاف أنظمة تماثلية مفروض دوليًا، على طول الحدود الوطنية على الأقل، باستثناء الأنظمة التي تعمل على النطاق (في إتش إف) والذي سُمح به حتى 17 يونيو 2020.
صعُب تحقيق الأهداف بحلول المواعيد النهائية التي حددتها الاتفاقية في مناطق معينة، كما هو الحال في أفريقيا حيث تخلفت معظم الدول عن الموعد النهائي لعام 2015، وفي جنوب شرق آسيا أيضًا. تشكل تكاليف الانتقال المرتفعة سببًا للانتقال البطيء في تلك المناطق.
أوصت المفوضية الأوروبية في 28 أكتوبر 2009- في سياق آخر- بإكمال التحول الرقمي بحلول 1 يناير 2012.

### محولات الرقمي إلى التماثلي
لا تستطيع أجهزة التلفزيون التماثلية فقط استقبال البث الهوائي دون إضافة صندوق محول لجهاز فك التشفير، لذا يتوجب استخدام صندوق محول رقمي- جهاز الكتروني يتصل بالتلفزيون التماثلي- للسماح للتلفزيون باستقبال البث الرقمي. دعمت الحكومة في الولايات المتحدة شراء مثل هذه الصناديق للمستهلكين من خلال برنامج صناديق المحولات المؤهلة للقسيمة في عام 2009، بتمويل من جزء صغير من مليارات الدولارات التي حققها مزاد الطيف. أدير البرنامج من قبل وزارة التجارة من خلال الإدارة الوطنية للاتصالات والمعلومات.
كانت التلفزيونات المزودة بالموالفات الرقمية المدمجة متاحة لفترة طويلة. يعني ذلك أن جهاز فك التشفير لم يعد ضروريًا مع جهاز تلفزيون جديد.

### الأقمار الصناعية والكابلات
تحول البث عبر الأقمار الصناعية إلى البث الرقمي في وقت أبكر بكثير من التحول عن البث الأرضي. تعدّ عملية التحول أسهل بكثير بالنسبة للأقمار الصناعية، لأن التغييرات في معدات المحطة الأرضية مطلوبة فقط من جانب الإرسال، وقد اعتاد المستهلكون بالفعل على امتلاك جهاز فك التشفير. كان تبديل القمر الصناعي قد اكتمل حتى قبل بدء التحول من الأرضي في كثير من الأماكن. سيجري التحول من الكابلات لأشهر، إن لم يكن لسنوات بعد الاستغناء عن استخدام الأرضي.
يتحقق الانتقال إلى الأقمار الصناعية الرقمية أو الكابلات بشكل أكبر في البلدان التي لا تستخدم الأرضي كثيرًا. لم يلاحظ عامة السكان في سويسرا أو الإمارات العربية المتحدة مثلًا التحول من الأرضي، لأن استخدام الأرضي منخفض في هذين البلدين. يمكن القول إن التحول في البلدان التي يكون فيها استخدام الأرضي الطريقة السائدة في مشاهدة التلفزيون مثل اليابان أو إسبانيا أو تايلاند، يعدّ أمرًا ذي أهمية لأنه يؤثر على غالبية السكان.